# Citerón
Citerón (en griego antiguo: Κιθαιρών, Kithaírōn, actualmente conocido como Elatiás), es un macizo montañoso de la zona central de Grecia, entre Beocia, al norte, y Mégara y el Ática al sur. El Citerón se extiende unos 16 km. Está compuesto principalmente de roca caliza y alcanza los 1409 m de altitud.
Recibió su nombre de un rey mitológico de la ciudad de Platea. En la Antigüedad ese macizo orográfico fue muy célebre por las leyendas de las musas que ahí habitaban, y por el culto a Dioniso que se rendía en este lugar. El recién nacido Edipo fue entregado en esa montaña por un pastor de su padre Layo, rey de Tebas, que había ordenado matar al niño, a un pastor de Pólibo, rey de Corinto, que le mantuvo vivo. Esa misma montaña fue el escenario donde Acteón y Penteo fueron descuartizados. 
En época histórica, el macizo montañoso del Citerón actuó como un telón de fondo en la batalla de Platea, de 479 a. C., que puso fin a la segunda invasión persa de Grecia, siendo también el escenario de muchas escaramuzas antes de la batalla misma. En épocas posteriores, fueron construidas fortificaciones entre las ciudades de Platea y Eritras porque la montaña era una frontera natural en disputa entre Atenas y Tebas.